# Jiří Gregorek
Jiří Gregorek (12. prosince 1929 – 6. března 2017, Brno) byl český přírodovědec, farmaceut a fotograf, zakládající člen skupiny DOFO.

## Život a dílo
V letech 1945-1948 studoval farmacii na Masarykově univerzitě v Brně a pracoval ve farmaceutickém průmyslu v Olomouci. Tam byl jedním ze zakladatelů fotografické skupiny DOFO. Byl zastoupen pouze na její první výstavě, kde upoutaly jeho vynalézavé fotografie figurín, navazující na meziválečný surrealismus.
Roku 1964 se přestěhoval do Brna a fotografování zanechal. Později vystudoval též Přírodovědeckou fakultu Univerzity Komenského v Bratislavě (RNDr., 1969).

### Výstavy
- 1995 Výstava fotografií skupiny DOFO, Uměleckoprůmyslové muzeum, Brno
- 1995 Výstava fotografií skupiny DOFO, Muzeum umění Olomouc - Muzeum moderního umění, Olomouc
- 2003 JÓFOTÓ - DOFO kialitása, Magyar Fotográfiai Múzeum / Hungarian Museum of Photography, Kecskemét